# Quicker'n a Wink
Quicker'n a Wink è un cortometraggio del 1940 diretto da George Sidney.

## Trama
Film documentario narrato da Pete Smith, Il Dr. Harold E. Edgerton attraverso il filmato ci spiega il funzionamento della fotografia stroboscopica. Attraverso la sua dimostrazione possiamo vedere al rallentatore processi di eventi che si verificano troppo velocemente per essere visti ad occhio nudo.

## Location
- Massachusetts Institute of Technology - 77 Massachusetts Avenue, Cambridge, Massachusetts, USA

## Riconoscimenti
- Oscar al miglior cortometraggio[1]